# Gijsbertus Hermanus Vijgeboom
Gijsbertus Hermanus Vijgeboom, destijds bekend als G.H. Vijgeboom, (Rotterdam, 24 januari 1835 – Rotterdam, 17 juni 1921) was een Nederlands organist.
Hij was zoon van Elisabeth de Neef en schoenmaker Hermanus Vijgeboom. Hijzelf trouwde als zangonderwijzer aan Instituut Stadwijk aan de Lange Warande  in 1861 met Anna Maria Seepers. Hij werd begraven op Algemene Begraafplaats Crooswijk. Hij is via broer Hermanus en diens zoon Zegert Johannes oudoom van politicus J.H. Vijgeboom.
Wie zijn opleiding heeft/hebben verzorgd is niet bekend. Desalniettemin werd hij op voorspraak van tijdgenoten Berthold Tours en Samuel de Lange jr. benoemd tot organist van een kerk in Overschie (1862). Daarna volgde de Westerkerk (circa 1870). In 1877 verruilde hij die voor de Oosterkerk, waar hij achtenveertig jaar zou spelen, op 26 september 1920 voor het laatst. Hij speelde uitsluitend binnen de Hervormde Kerk. In zijn spel nam hij als voorbeelden Tours en De Lange aan. 
Hij schreef wat werken, voornamelijk cantate en koorwerken, meest voor het onder zijn leiding staande zangkoor Excelsior en fanfarecorps Obadja. Te noemen is Lied van een wees voor mezzosopraan, gemengd koor en pianobegeleiding. Hij schreef ook artikelen voor het maandblad Het Orgel. Johannes Barend Litzau droeg 32 leichte Praeludien oder Vorspiele (opus 13) aan Vijgeboom op. 